# رودخانه سولا
رودخانه سولا (به انگلیسی: Sula River) رودخانه‌ای به‌طول ۳۶۵ کیلومتر است که در اوکراین جریان دارد.